# Platygonia zea
Platygonia zea är en insektsart som först beskrevs av William Lucas Distant 1908.  Platygonia zea ingår i släktet Platygonia och familjen dvärgstritar. Inga underarter finns listade i Catalogue of Life.